# Positró
El positró o antielectró és l'antipartícula de l'electró, un leptó amb igual massa i espín que l'electró, però amb càrrega elèctrica oposada (positiva en comptes de negativa). És una partícula d'antimatèria que, quan es topa amb un electró, n'anihilen donant lloc a un fotó.
El positró fou detectat per primera vegada pel físic estatunidenc Carl David Anderson (1905-1991) quan estudiava emprant una cambra de boira la composició dels raigs còsmics el 1932. Fou la primera antipartícula a ser descoberta. El descobriment del positró proporcionà una explicació a un aspecte teòric dels electrons predit pel físic britànic Paul A.M. Dirac (1902-1984). L'equació d'ona de Dirac (1928), que incorpora la teoria de la relativitat especial en l'equació de Schrödinger que descriu els estats d'energia permesos de l'electró, genera estats d'energia negativa aparentment superflus que no havien estat observats. El 1931, Dirac postulà que aquests estats podrien estar relacionats amb un nou tipus de partícula, l'antielectró.

## Desintegració β+

Desintegració β^{+}.

Els positrons s'emeten durant la desintegració β+ de nuclis radioactius rics en protons (amb dèficit de neutrons). Un protó es transforma en un neutró, un positró i un neutrí electrònic segons l'equació: {\displaystyle \mathrm {p} \rightarrow \mathrm {n} +\mathrm {e} ^{+}+{\nu }_{e}}. El nucli atòmic pare X es transforma en un nucli atòmic fill Y del mateix nombre màssic A (nuclis isòbars) i un nombre atòmic Z una unitat inferior (Z – 1). Per exemple:
{\displaystyle {\ce {^22_11Na -> ^22_10Ne + ^0_1e + ^0_0\nu}}}

## Anihilació electró-positró

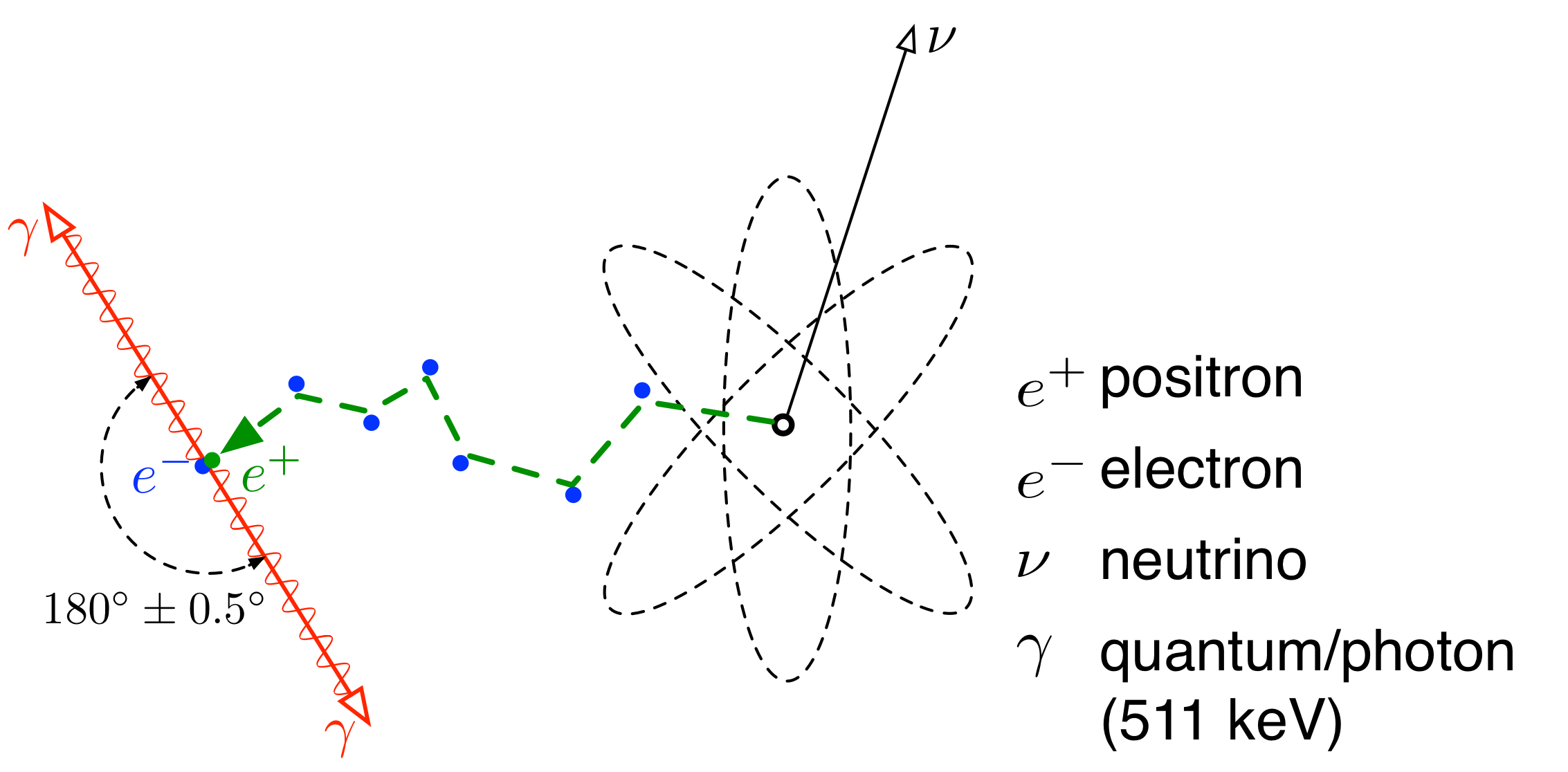
Un positró que es genera en una desintegració β^{+} aviat es topa amb un electró de la matèria circumdant produint-se l'anihilació d'ambdós i general un parell de fotons que surten en sentits oposats per la conservació del moment lineal o quantitat de moviment.

Els positrons són estables en el buit; tanmateix, si es troben en un lloc on hi ha matèria ordinària reaccionen ràpidament amb els electrons mitjançant l'anihilació, produint dos fotons de radiació γ que surten en sentits oposats i que tenen la mateixa energia i quantitats de moviment de sentits contraris. La matèria es transforma en energia segons la relació d'Einstein {\displaystyle E=mc^{2}}.

## Procés Breit-Wheeler

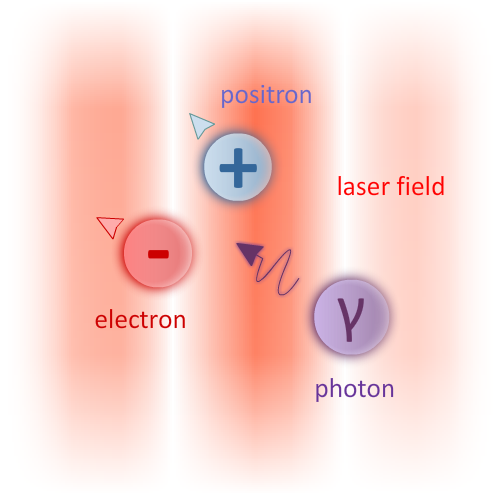
Procés Breit-Wheeler no-lineal. Un únic fotó d'energia superior a 1,022 MeV, es pot materialitzar en un parell electró-positró d'energia 0,511 MeV cadascun.

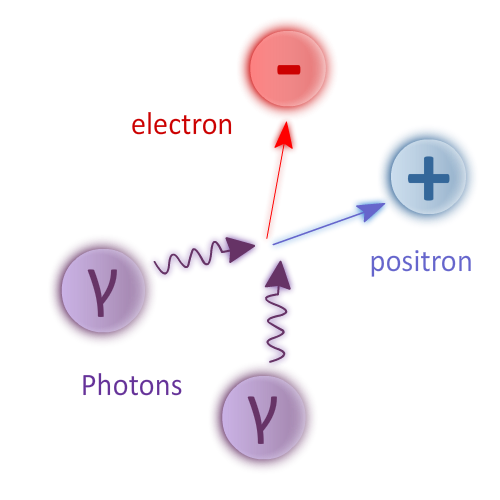
En el procés Breit-Wheeler el xoc de dos fotons dona lloc a un parell electró-positró.

El procés anomenat de Breit-Wheeler fou descrit per primera vegada el 1934 pels físics estatunidencs Gregory Breit (1899-1981), d'origen rus, i John A. Wheeler (1911-2008). Es tracta del xoc de dos fotons que dona lloc a la generació d'un parell electró-positró. Es conserva l'energia (cada fotó ha de tenir un mínim de 511 keV), la càrrega total, que és zero, i la quantitat de moviment. L'equació és:
{\displaystyle \gamma +\gamma '\longrightarrow e^{-}+e^{+}}
Aquest procés és fonamental en astrofísica, ja que limita la detecció de raigs γ d'energia superior al 10 TeV, que sofreixen aquest procés.
Per altra banda, és possible que un sol fotó d'alta energia es materialitzi en un parell electró-positró. S'anomena procés Breit-Wheeler no-lineal. L'equació és:
{\displaystyle \gamma \longrightarrow e^{-}+e^{+}}

## Efecte Schwinger

Generació d'un parell electró-positró i subsegüent anihilació segons els diagrames de Feynman.

El físic teòric estatunidenc Julian Schwinger (1918-1994) predigué que camps elèctrics o magnètics intensos podrien trencar el buit i crear espontàniament partícules elementals. Originalment, fou proposat pel físic austríac Fritz Sauter (1906-1983) el 1931 i l'estudiaren teòricament els alemanys Werner Heisenberg (1901-1976) i Hans Heinrich Euler (1909-1941) el 1936, fins que el 1951 Schwinger en completà la descripció teòrica.
Aquest efecte, anomenat efecte Schwinger o efecte Sauter-Schwinger, és un procés que normalment es produeix només en esdeveniments còsmics. El 2022 un equip de recerca internacional utilitzaren grafè per imitar la producció de Schwinger d'uns parells d'electrons i positrons. En el buit poden aparèixer parells de partícules virtuals, per exemple un electró i un positró, gràcies al principi d'indeterminació d'Heisenberg. Normalment, aquestes partícules es recombinen i es recupera el buit. Però si hi ha un camp elèctric, les partícules se separen, ja que tenen càrregues elèctriques contràries, i prenen existència real.

## Procés Bethe-Heitler
El procés de Bethe-Heitler fa referència a un tipus d'interacció de partícules modelada pels físics alemanys Hans Bethe (1906-2005) i Walter Heitler (1904-1981) durant la dècada de 1930, que pot ser una mena de producció de parelles electró-positró que es produeix quan un fotó passa a prop d'un nucli atòmic. Quan l'energia d'un fotó és superior a 1,02 MeV (raigs γ) i passa prop del nucli d'un àtom és sotmès a un intens camp elèctric dels protons del nucli, i pot desaparèixer de manera sobtada com a fotó i transformar-se en un parell electró-positró amb energies cinètiques iguals a {\displaystyle h\nu -2m_{0}c^{2}}.

## Raigs còsmics

Esdeveniments de cascada.

Els raigs còsmics són el terme emprat per a la radiació d'alta energia que arriba a la Terra des de l'espai. Alguns d'ells tenen energies ultra altes dins de l'interval de 100 a 1 000 TeV. Aquestes energies extremes provenen només d'unes poques fonts, com ara Cygnus X-3. El màxim de la distribució d'energia és d'aproximadament 0,3 GeV. Prop del 90 % dels raigs còsmics que impacten a l'atmosfera terrestre són protons (nuclis d'hidrogen), i el 9% són partícules α. Les col·lisions dels raigs còsmics amb les molècules de l'aire a la capa superior de l'atmosfera produeixen cascades de partícules més lleugeres. Es produeixen pions i kaons que decauen, generant muons. Els muons conformen més de la meitat de la radiació còsmica al nivell del mar, mentre que la resta està principalment formada per electrons, positrons i fotons que provenen d'esdeveniments en cascada.
Aquests positrons foren els primers que es descobriren. La seva detecció fou realitzada pel físic estatunidenc Carl David Anderson (1905-1991) quan estudiava, emprant una cambra de boira, la composició dels raigs còsmics el 1932.
Els muons {\displaystyle \mu ^{-}}són semblants als electrons, són leptons, però 207 vegades més massius. També existeix un antimuó amb càrrega positiva {\displaystyle \mu ^{+}}. Els muons tenen una semivida molt curta de tan sols 2,2 μs. Els muons positius es desintegren en un positró, un neutrí electrònic i un antineutrí muònic:
{\displaystyle \mu ^{+}\longrightarrow e^{+}+\nu _{e}+{\bar {\nu }}_{\mu }}Els pions, partícules formades per dos quarks, també es poden desintegrar emetent positrons, a més d'altres partícules. Per exemple:

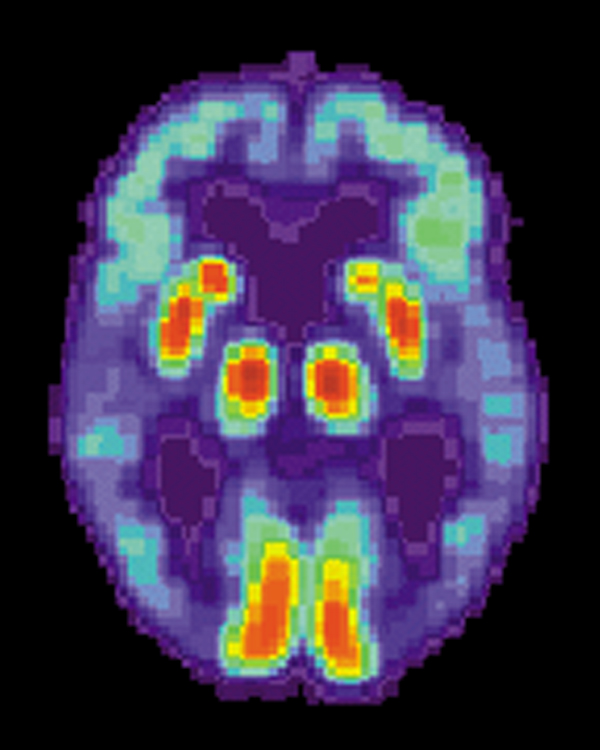
Imatge PET d'un cervell d'un pacient que pateix la malaltia d'Alzheimer.

{\displaystyle \pi ^{+}\longrightarrow \pi ^{0}+e^{+}+\nu _{e}}{\displaystyle \pi ^{0}\longrightarrow \gamma +e^{-}+e^{+}}{\displaystyle \pi ^{0}\longrightarrow e^{-}+e^{+}+e^{-}+e^{+}}{\displaystyle \pi ^{0}\longrightarrow e^{-}+e^{+}}

## Aplicacions

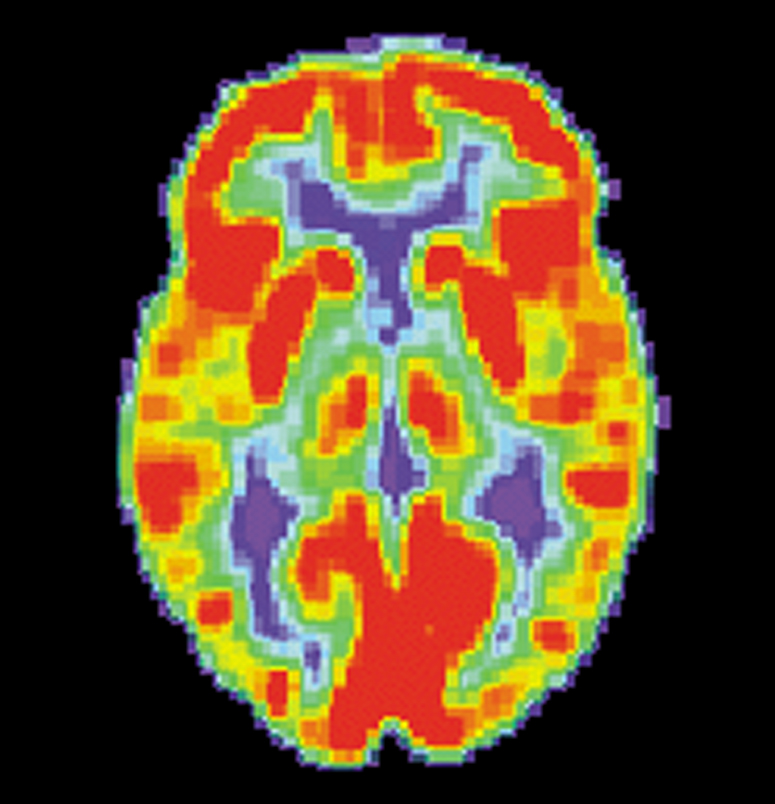
Imatge PET d'un cervell sa.

La tomografia per emissió de positrons (PET) és una tècnica d'imatgeria utilitzada en el diagnòstic i la investigació biomèdica. S'injecta en el cos del pacient un compost químic marcat amb un radionúclid que emet positrons de vida curta, com ara carboni 11 (període de semidesintegració T½ = 20,4 min), nitrogen 13 (T½ = 9,96 min), oxigen 15 (T½ = 2,1 min) o, en substitució de l'hidrogen, fluor 18 (T½ = 109,8 min). A mesura que el radionúclid es desintegra, s'emeten positrons que són anihilats pels electrons de les molècules dels voltants, donant lloc a dos fotons γ que són detectats simultàniament per les combinacions de fotomultiplicadors-centellejadors situats en posicions oposades respecte del punt d'emissió. Les dades obtingudes pels detectors són analitzades, integrades i reconstruïdes mitjançant un programari per produir imatges dels òrgans que es volen escanejar.
La PET s'ha convertit en una eina valuosa per a la detecció del càncer i la metàstasi del càncer, així com per a l'avaluació de les afeccions cardíaques. Els estudis de PET han ajudat els científics a comprendre millor com afecten els fàrmacs al cervell i què succeeix durant l'aprenentatge, l'ús del llenguatge i certs trastorns cerebrals, com l'ictus, la depressió i la malaltia de Parkinson. A més, els científics treballen per trobar maneres d'utilitzar la PET per identificar la naturalesa bioquímica dels trastorns neurològics i els trastorns mentals, així com per determinar l'eficàcia del tractament en els pacients. La PET ha revelat canvis significatius en el cervell de les persones deprimides, i conèixer la ubicació d'aquests canvis ajuda els investigadors a comprendre les causes de la depressió i monitorar l'eficàcia dels tractaments específics.